# Чери Кис
Ивана Славковић (Ниш, Србија, 31. децембар 1992), позната под уметничким именом Чери Кис (енгл. Cherry Kiss), српска је порнографска глумица, манекенка и бивша учесница ријалити-шоуа Парови.

## Каријера
Пореклом из села Шарлинац, општина Дољевац. Чери је каријеру започела са осамнаест година у Будимпешти, у којој је и снимила већину порно-филмова. Пажњу шире јавности у Србији привукла је учествовањем у ријалити-шоу Парови.
После изласка из ријалитија фотографисала се за часопис CKM, а затим и снимила порно-филм Чери Кис, српска порно-звезда у режији Слободана Станковића. Издат је као DVD издање и продаван у целој Србији. Након тога, услед неслагања са родитељима због професије којом се бави, неко време није снимала порно-филмове. Неколико месеци касније враћа се порно-индустрији филмом Идемо својим путем, који је снимала у Словенији са словеначком старлетом Уршком Чепин. У филму се појављују и познате хрватске порно-глумице Алекса Вајлд (Alexa Wild) и Тина Блејд (право име Дуња Микулчић). Наступила је у више од 50 филмова за одрасле. Каријеру је наставила у Америци.
Наступала је на сајму Еротике који је одржан у Цељу у организацији Цељског сајма и Завода за културу порнографије 69. Планирано је да наступи на четвртом Београдском сајму еротике, који је требало да буде одржан од 30. маја до 2. јуна 2013. године. Међутим, није било довољно пријављених излагача па је одложен.

## Изабрана филмографија
- 2013 — Chambermaid
- 2013 — Young Horse Riders
- 2014 — Fetish Mania
- 2016 — Squirtwomen
- 2017 — Anal Day 4
- 2017 — Black Corset
- 2017 — Just You And Me
- 2017 — Masseuses
- 2017 — My Maid And Me
- 2017 — Natural Orgasms
- 2017 — Flexy Cunts 11
- 2017 — FantASStic DP 15
- 2017 — Gaping Pussies 3
- 2017 — Anal Appeal 2
- 2018 — Tight Ass Teens 2
- 2018 — Cadeau
- 2018 — DP Bandits
- 2018 — Legal Porno IV163: Cherry Kiss & Milena Love - kinky sex, gapes & fisting Part 2 IV163
- 2018 — Legal Porno SZ1422: Cherry Kiss interviewed by Anna de Ville for her dream job (DP / DVP / fisting) SZ1422
- 2018 — Legal Porno IV162: Cherry Kiss & Milena Love - kinky sex, gapes & fisting Part 1 IV162
- 2018 — Oktoberfest Sausage
- 2018 — Pussy Portfolio 4
- 2019 — Des sucettes ou un sort
- 2019 — Elements
- 2019 — Legal Porno SZ2041: Cherry Kiss drinks BBC piss (interracial 3on1 anal DP) SZ2041
- 2019 — Legal Porno SZ1415: Intense balls deep fucking on the bed with Cherry Kiss SZ1415
- 2019 — Rocco's True Stories 1
- 2019 — Rocco: Sex Analyst 7
- 2019 — Ski, Sex and Fun
- 2019 — Private Gold 236: Newton, Genius and Stud
- 2019 — James Deen's European Sex Trip 2
- 2020 — Bikini Models
- 2020 — My Name is Zaawaadi
- 2020 — Legal Porno OTS164: Cherry Kiss & Veronica Leal assfucked together in a small home orgy OTS164
- 2020 — Legal Porno OTS495: Cherry Kiss gets anal fucked and DPed by 2 real amateurs! OTS495
- 2020 — Legal Porno SZ2494: Cherry Kiss talks dirty and gets fucked hardcore with rough DP and Piss Drinking SZ2494
- 2020 — Legal Porno OTS390: Cherry Kiss Double Penetration With BBC and Double Pussy OTS390
- 2020 — Legal Porno SZ2494 (II): Cherry Kiss talks dirty and gets hardore double penetration SZ2494
- 2020 — Legal Porno OTS203: Horny sluts Cherry Kiss & Veronica Leal play with sex machine, piss on each other & get fucked by 2 hard cocks OTS203
- 2020 — Dark Riders
- 2020 — FantASStic DP 43
- 2020 — Her Limit 18: Cock Bucket For Two
- 2020 — Anal Virtue
- 2020 — Private Specials 306: Costa Brava Heat
- 2020 — English Garden